# 돈키호테
《라만차의 비범한 이달고 돈키호테》(스페인어: El Ingenioso hidalgo don Quijote de La Mancha, [doŋkiˈxoteð̞elaˈmantʃa], 영어: The Ingenious Gentleman Don Quixote of La Mancha, 문화어: 돈 끼호떼)는 스페인의 작가 미겔 데 세르반테스가 지은 세계 최초의 근대 소설로 평가된다. 제목에 있는 ‘돈키호테’는 주인공 알론소 키하노의 별칭이다.
1605년 《라만차의 비범한 이달고 돈키호테》(El ingenioso hidalgo Don Quixote de la Mancha)라는 제목으로 발표되었고, 발표되자마자 큰 인기를 얻어 당시 스페인 국왕 펠리페 3세는 길가에서 책을 들고 울고 웃는 사람을 보고 “저 자는 미친 게 아니라면 돈키호테를 읽고 있는 게 틀림없다.”라고 말한 일화가 전해진다. 이러한 성공에 힘입어 속편은 1615년 《속편: 라만차의 비범한 기사 돈키호테》(Segunda parte del ingenioso caballero don Quixote de la Mancha)라는 제목으로 발표되었다. 스페인 황금기의 대표적인 문학일 뿐 아니라 문학사에서 가장 영향력 있는 작품으로 꼽힌다.
주인공 알론소 키하노(Alonso Quijano)는 시골에 있는 신사(이달고)이다. 그는 기사에 대한 소설을 너무 많이 읽어 점차 상상 속에 빠져들게 되며 그가 편력 기사임을 깨닫게 된다. 그는 스스로를 ‘라만차의 돈키호테’(Don Quijote de La Mancha) 라 칭하며, 그의 하인(원래는 농부) 산초 판사와 함께 모험을 떠나게 된다. 기사로서 마땅히 기사도를 발휘해야 할 연인은 둘시네아 델 토보소인데 사실은 이웃에 있는 농부의 딸로 이름은 알론사 로렌소이다.
이후 그는 스페인을 돌아다니며 많은 모험을 만난다. 특히 전편에서는 위에서 열거한 마을의 신부, 이발사, 여러 귀인들과 청년, 처녀들과 함께 머무는 주막에서 유명한 모험을 펼치며, 후편에서는 바로셀로나까지 갔다가 기사로 분장한 마을의 학사에게 패하여 돌아와 사망할 때까지 전편보다 많으면서도 지루하지 않은 모험을 펼친다. 그러나 마지막에는 알론소 키하노로 돌아오는 이야기이다.

## 등장인물

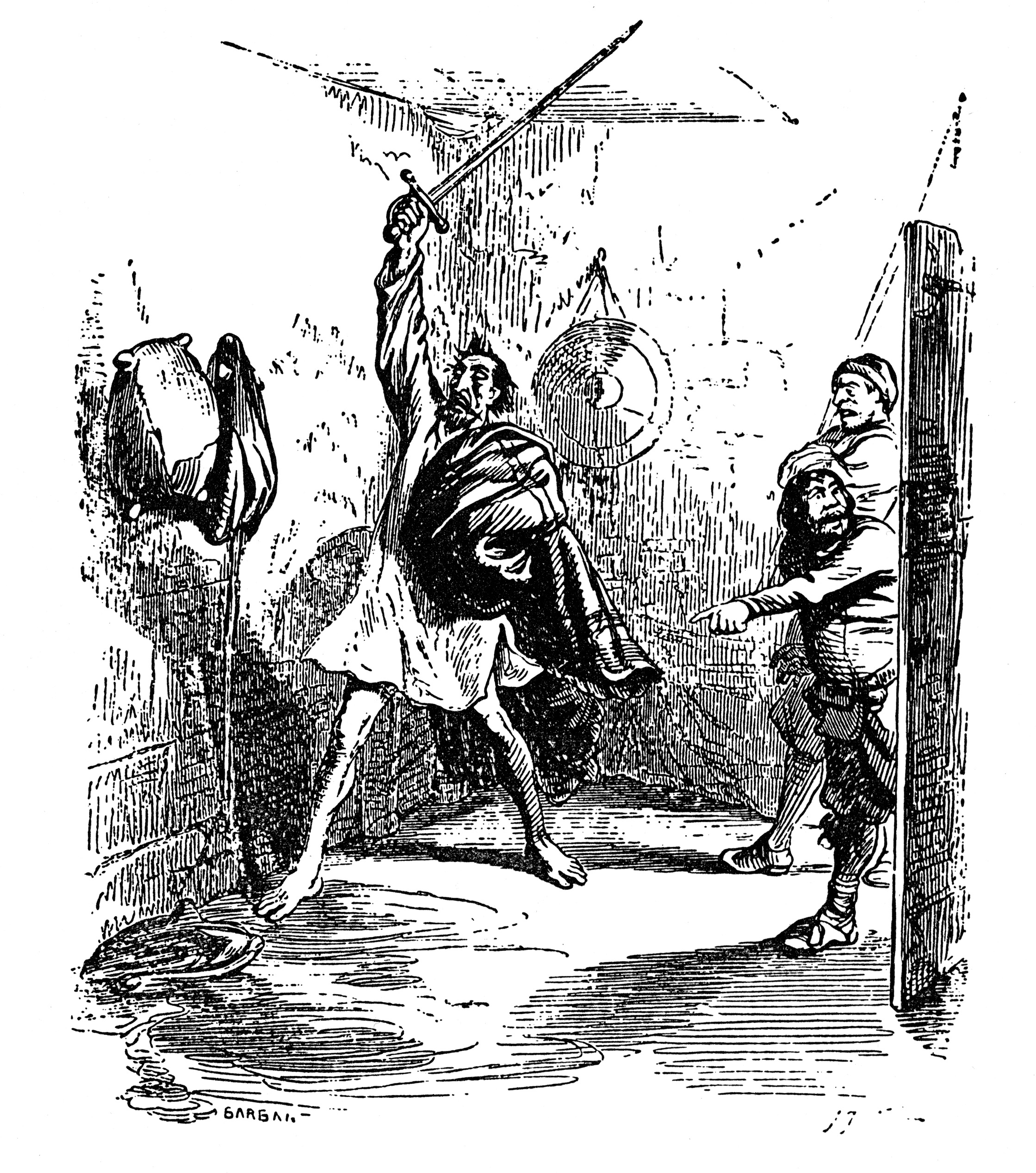
《돈키호테》의 한 장면 (1848년)

### 주연

#### 돈키호테
개종한 유대인으로 책을 많이 읽어 잘난척을 잘한다. 사색을 많이 한 끝에 이 세상의 문제가 기사도의 결여에 있다고 판단하여 자신이 직접 방랑기사로 나서 원정을 나간다. 풍차를 “모닝스타를 든 거인”으로 오해하여 공격하기도 하는 등 정신 이상 증세를 보인다. 본명은 알론소 키하노이며 고향은 라만차이다.

#### 산초 판사(Sancho Panza)
원래는 농부였지만 나중에 착하고 충성스러운 돈키호테의 하인이 되었다. 돈키호테가 풍차를 향해 질주할 때 소리질러 말리는 모습으로 보아 자신의 주인보다 현실적이다.

#### 둘시네아 델 토보소(Dulcinea del Toboso)
델 토보소 마을에 사는 농부의 딸. 돈키호테가 마음속에 두고 있는 애인으로 돈키호테는 둘시네아를 악당들에게 잡혀간 공주로 인식한다. 돈키호테는 그녀를 ‘엘 또보소의 둘시네아’라고 칭한다. 본명은 알돈사 로렌소. 둘시네아는 돈키호테의 감정을 전혀 모르고 있다.

### 전편 조연들
페로 페레스 신부
돈키호테의 친구로서 돈키호테를 정신 이상에서 구하려고 애쓴다.
이발사 니콜라스
역시 돈키호테의 친구로서 페로 페레스 신부와 함께 돈키호테를 정신 이상에서 구하려고 애쓴다.

### 후편 조연들
삼손 카르라스코
돈키호테가 살던 마을의 학사로서 페로 페레스 신부와 이발사 니콜라스와 함께 돈키호테를 정신 이상에서 구하려고 애쓴다.
공작과 공작 부인
사라고사로 가던 돈키호테와 산초 판사가 도중에 유숙한 성의 주인으로 그들을 위해 여러 가지 장난을 벌인다.

### 기타 인물
- 바실리오: 키테리아의 연인. 계략으로 키테리아와 결혼.
- 키테리아: 바실리오의 연인. 바실리오의 계략으로 바실리오와 결혼.
- 후안나 판사: 산초 판사의 부인.
- 산치카: 산초 판사의 딸.
- 여관 주인: 여관주인이 돈키호테를 정식 기사로 임명함.
- 농부들: 돈키호테를 이상하게 생각함, 돈키호테를 때리기도 함.

## 번역
- 범우사에서 사르비아 문고시리즈를 출판할 때 완역되어 출판되었다.
- 시공사에서 돈키호테 출간 400주년을 맞아 박철의 번역으로 완역본을 출간하였다.(2004년 11월 16일)
- 열린책들에서 2014년 완역본으로 출간하였다. (안영옥 완역)

## 예술
돈키호테 소설 작품을 가지고 뮤지컬, 발레 등을 연출한다.

## 평가
- 생트 뵈브 : 인류의 바이블
- 알베르 티보데: 근대 소설의 효시
- 르네 지라르: 돈키호테 이후에 쓰인 소설은 돈키호테를 다시 쓴 것이나 그 일부를 쓴 것
- 도스토예프스키: 전 세계를 뒤집어 봐도 돈키호테보다 더 숭고하고 박진감 있는 픽션은 없다.

### 돈키호테라는 인물평[8]
- 그는 자신이 누구이며 무엇을 원하는지 정확히 아는 인물이며 자신의 삶의 의미와 이유를 알고 있다. 자신이 선택한 삶을 사려는 뚜렷한 목표의식과 실천하려는 확고한 의지가 있다.
- 목표를 위해 행동하는 것을 중요시한다. 그는 "사람은 저마다 자기 행위의 자식이다"라고 한다.  지금 나에게 일어나는 일은 과거의 나의 행동이 낳은 결과이다.  그는 꿈을 행위로 옮기지만 대부분에서 패배를 맛본다.  하지만, 그는 다시 일어난다.  실패나 좌절 의식이 없다.